# Vafþrúðnismál

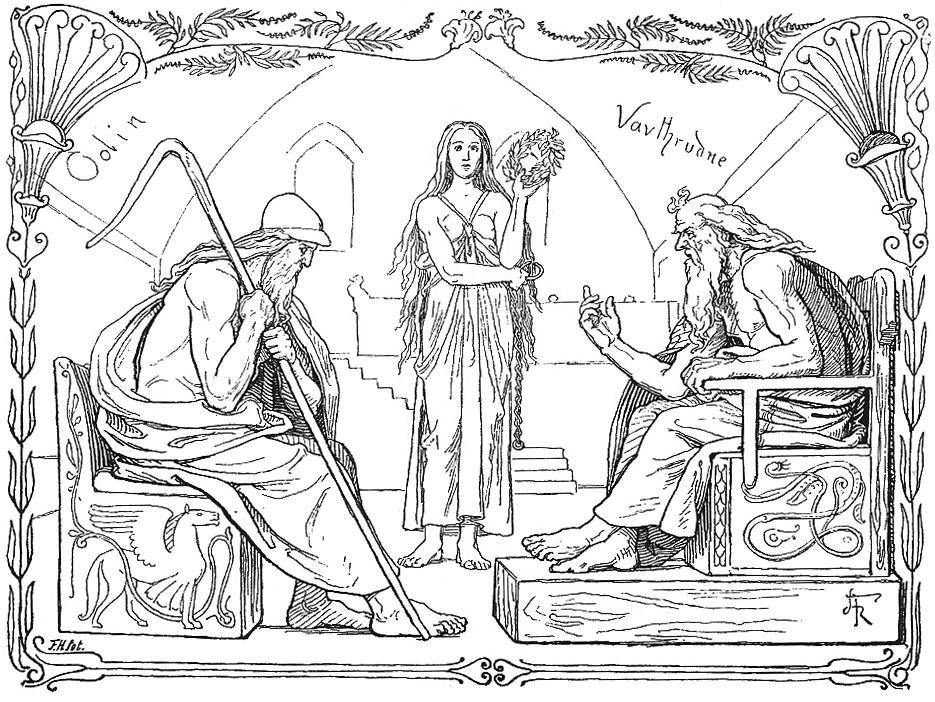
Odin und Wafthrudnir im Wissenswettstreit. Zeichnung von Lorenz Frølich, 1895.

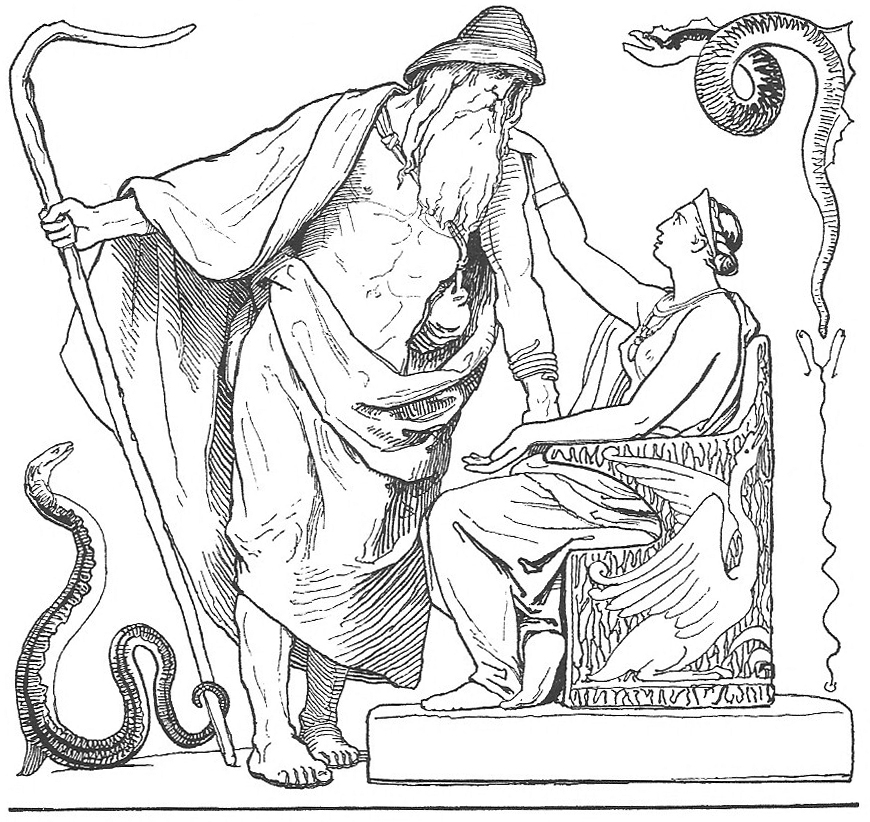
Frigg und Odin. Zeichnung von Lorenz Frølich, 1895.

Die Vafþrúðnismál (altnordisch für Reden des Vafþrúðnir) ist ein Götterlied aus der Lieder-Edda. Das Lied schildert einen Wissensstreit zwischen Óðinn und dem dem Stück namengebenden Reifriesen Vafþrúðnir um Themen der Schöpfung, dem Werden der Welt und deren Untergang (Ragnarök). Im Lied sind Vorstellungen des (germanischen) Weltbildes bewahrt worden, bevor das Christentum in den Norden expandierte. 

## Überlieferung, Aufbau
Die Vafþrúðnismál ist anonym im Codes Regius (CR) der Lieder-Edda aus Mitte des 13. Jahrhunderts in 56 Strophen im eddischen Versmaß des Ljóðaháttr überliefert, wo es nach der Vǫluspá und Hávamál an dritter Stelle vor den Grímnismál steht. Neben dem CR sind Teile in anderen isländischen Handschriften des Mittelalters überliefert, wie in der Hss. AM 748 I 4° (Strophen 20–56) und in Snorris Prosa-Edda (zehn Strophen als direktes Zitat, sechs weitere dem Inhalt nach). Eine Besonderheit der Überlieferung ist, dass sowohl im CR wie auch in AM 748 die zweite Hälfte der Strophen 27 und 31 fehlt, die Snorri liefert. Der erste Teil der Strophe 41 findet sich in AM 748 und bei Snorri, jedoch nicht im CR, den vermutlich der Schreiber/Kopist der Hss. übersehen hat. Weitere textliche Abweichungen unter den Überlieferungshandschriften sind gering, was in der Forschung zur Annahme führte, dass allen eine gemeinsame schriftliche Vorlage diente. Des Weiteren sind im CR und in AM 748 jeder Strophe Anmerkungen für den Vortragenden beigefügt. Der Vergleich mit zeitgenössischen Handschriften mit dramatischen Inhalten aus England und Nordfrankreich, die ein gleiches Anmerkungssystem zeigen, legt nahe, dass die Vafþrúðnismál von mehr als einem Sprecher vorgetragen wurde. Auch könnte der Vortrag mit den texteigenen zauberkräftigen Wiederholungen in rituellem Kontext stehen.

## Inhalt
Im Zwiegespräch zwischen Odin und dem Vafþrúðnir versucht Odins Gattin Frigg, Odin von seinem Vorhaben, einem Wissenswettstreit mit dem als besonders weise geltenden Vafþrúðnir, abzuhalten, doch er entschließt sich, die Halle des Riesen aufzusuchen. Dort verwendet er den Decknamen Gagnrad, um den Wettstreit zu beginnen. Zuerst stellt der Riese Odin sechs Fragen zur mythischen Erd- und Himmelskunde. Nachdem Odin diese richtig beantwortet hat, stellt er Vafþrúðnir achtzehn Fragen. Seine letzte Frage, die nach den letzten Worten Odins an seinen toten Sohn Balder vor dessen Verbrennung, vermag der Riese jedoch nicht zu beantworten. Dafür büßt Vafþrúðnir seinen Kopf ein:
| Óðinn qvað: „Fiolð ec fór, fiolð ec freistaðac, fiolð ec reynda regin: hvat mælti Óðinn, áðr á bál stigi, siálfr í eyra syni?“ Vafðrúðnir qvað: „Ey manni þat veit, hvat þú í árdaga sagðir í eyra syni; feigom munni mælta ec mína forna stafi oc um ragna rǫc. Nú ec við Óðin deildac mína orðspeki, ert æ vísastr vera.“ | Odin: „Viel erfuhr ich, viel erforschte ich, viel befragt ich Erfahrene: was sagte Odin dem Sohn ins Ohr, eh man auf den Holzstoß ihn hob?“ Wafthrudnir: „Nicht einer weiß, was in alten Tagen deinem Sohn du gesagt! Verfallen dem Tod, erzählte ich Vorzeitkunde und von der Asen Untergang! Mit Odin maß ich mein Allwissen du bleibst der Wesen Weisester!“ |

Altnordischer Grundtext nach S. Palsson, deutsche Übertragung nach F. Genzmer.